# Oh Aaron (canción)
«Oh Aaron» es el título de la canción interpretada por Aaron Carter. Sirvió como primer sencillo de su tercer álbum Oh Aaron publicado en 2001. Incluye la colaboración de su hermano mayor Nick Carter de los Backstreet Boys y de la banda estadounidense femenina de pop No Secrets. La canción habla sobre Aaron obteniendo entradas para un concierto de los Backstreet Boys.

## Vídeo musical
El vídeo musical fue filmado en Toronto. En el vídeo, Aaron le promete a sus amigos (y padres y los amigos de sus padres) entradas para el concierto de los Backstreet Boys, pensando que Nick lo ayudaría. Nick se pone de acuerdo al principio, pero Aaron dice que son 3,003 entradas, y Nick no está de acuerdo. Después de rogarle, Nick se pone de acuerdo pero solo sí Aaron rapea en su concierto. Aaron luego es perseguido por fanes en el camino de su concierto. Él le ruega a Nick a que lo haga entrar, pero Nick lo lleva hacia fuera. Al final, Aaron es llevado por toneladas de fanes. No Secrets canta el coro de la canción en diferentes lugares.

## Lista de canciones
| Sencillo en CD |                                           |          |  |
| N.º            | Título                                    | Duración |  |
| 1.             | «Oh Aaron» (con Nick Carter y No Secrets) | 3:17     |  |